# Tất Vạn
Tất Vạn (chữ Hán: 毕万; ?-?), là vị tông chủ đầu tiên của họ Ngụy, đại phu của nước Tấn dưới thời Xuân Thu trong lịch sử Trung Quốc, và cũng là tổ tiên của nước Ngụy, một đại quốc dưới thời Chiến Quốc sau này.
Theo huyền sử thì Tất Vạn vốn họ Cơ, hậu duệ của Tất công Cao, em trai Vũ Vương, tổ tiên ông nhiều đời làm trọng thần thời Tây Chu. Đến cuối thời Tây Chu, Tất quốc bị quân Tây Nhung tiêu diệt, hậu duệ Tất công Cao sang tị nạn ở nước Tấn. Đến khi Tất Vạn thế tập, thì nước Tấn đã rơi vào tay chi thứ ở Khúc Ốc, tức Tấn Vũ công. Đến năm thứ 16 đời Tấn Hiến công, con Vũ công, tức 661 TCN, Tấn Hiến công cùng thế tử Cơ Thân Sinh mang quân đánh các nước láng giềng, sai Tất Vạn làm tả tướng, Triệu Túc là hữu tướng, cùng nhau đem quân diệt 3 nước là Hoạch, Ngụy và Cảnh. Khi trở về, Tấn Hiến công phong cho Tất Vạn làm đại phu, phong ấp ở đất Ngụy cũ (nay thuộc miền phụ cận Sơn Tây). Tất Vạn trở thành vị tông chủ đầu tiên của họ Ngụy.
Sau không rõ Tất Vạn mất năm nào. Sau khi ông mất, con là Mang Quý lên thế tập chức đại phu.